# Terebeji, Brodî
Terebeji (în ucraineană Теребежі) este un sat în comuna Iaseniv din raionul Brodî, regiunea Liov, Ucraina.

## Demografie
Componența lingvistică a localității Terebeji
     Ucraineană (100%)
Conform recensământului din 2001, toată populația localității Terebeji era vorbitoare de ucraineană (100%).